# Ken Hechler

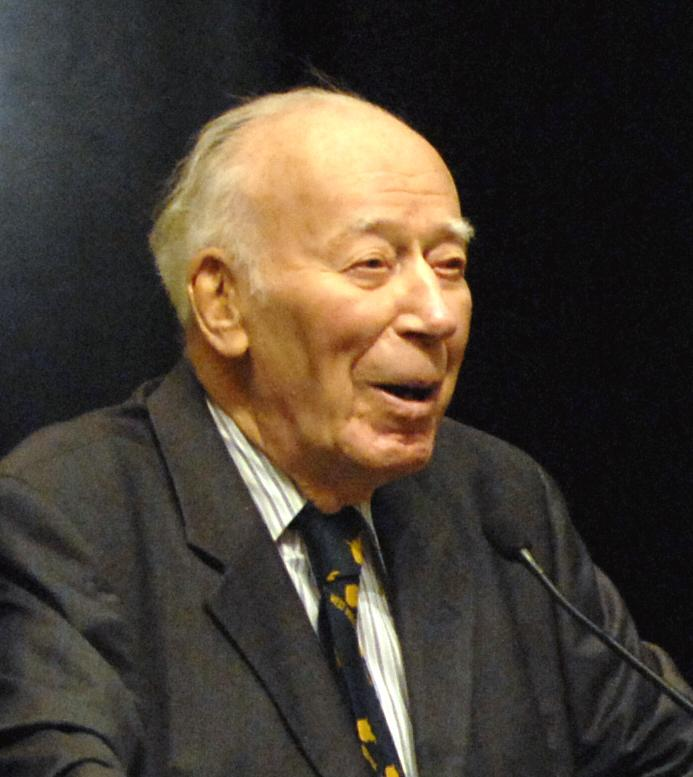
Ken Hechler (2008)

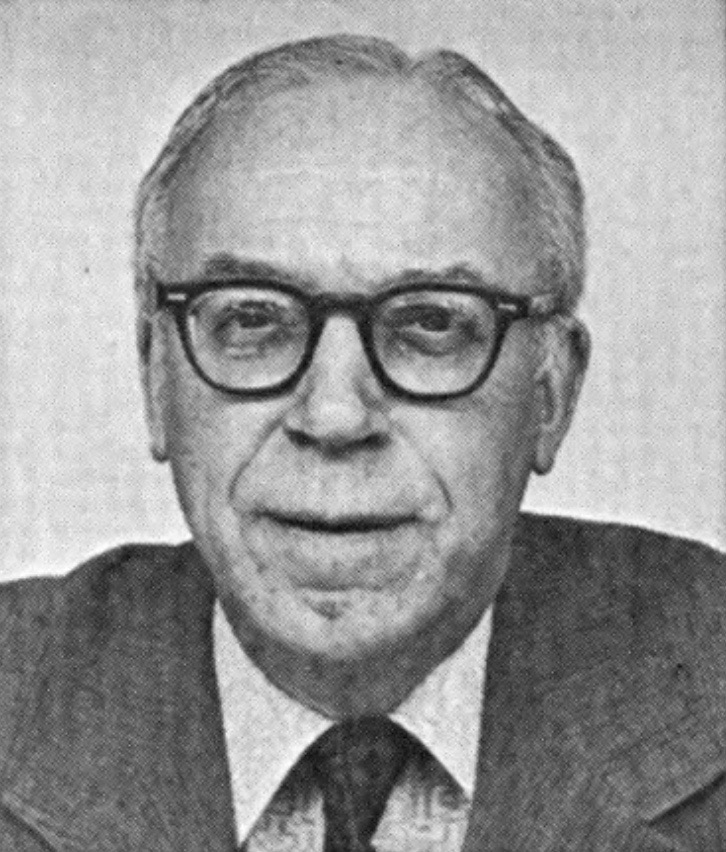
Ken Hechler (1973)

Kenneth William „Ken“ Hechler (* 20. September 1914 bei Roslyn, Long Island, New York; † 10. Dezember 2016 in Romney, West Virginia) war ein US-amerikanischer Politiker. Zwischen 1959 und 1977 vertrat er den vierten Wahlbezirk des Bundesstaates West Virginia im US-Repräsentantenhaus.

## Frühe Jahre und politischer Aufstieg

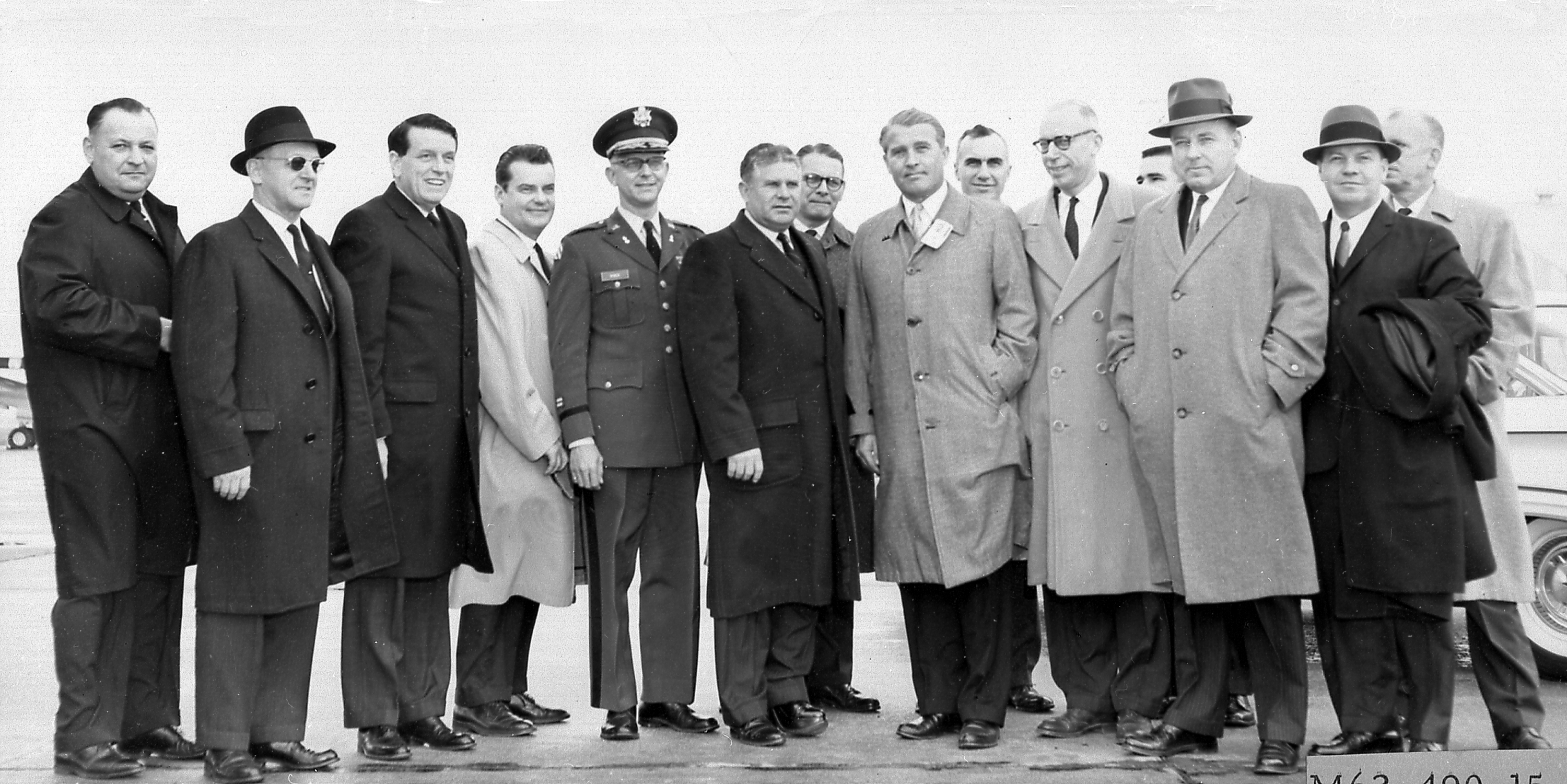
Ken Hechler (dritter von rechts) beim Besuch des Marshall Space Flight Center, 9. März 1962

Ken Hechler besuchte bis 1931 die Roslyn High School. Danach studierte er bis 1935 am Swarthmore College in Pennsylvania und dann bis 1936 an der Columbia University in New York City. In der Folge war er Fakultätsmitglied an der Columbia University, der Marshall University und der Princeton University. Bis zum Ausbruch des Zweiten Weltkrieges bekleidete er einige untergeordnete Ämter im öffentlichen Dienst. Während des Krieges war er als Offizier der US Army auf dem europäischen Kriegsschauplatz eingesetzt. Dabei war er als Übersetzer und Militärhistoriker tätig. Basierend auf seinen Beobachtungen schrieb er später das Buch Die Brücke von Remagen, das erfolgreich verfilmt wurde. Vor den Nürnberger Prozessen verhörte er mehrere Angeklagte, darunter auch Hitlers Stellvertreter Hermann Göring.
Nach seiner Rückkehr in die Vereinigten Staaten wurde Hechler als Mitglied der Demokratischen Partei auch politisch tätig. Zwischen 1949 und 1953 war er Sonderberater von US-Präsident Harry S. Truman. Von 1953 bis 1956 war er einer der Direktoren der American Political Science Association in Washington. Im Jahr 1956 unterstützte er den erfolglosen Präsidentschaftswahlkampf von Adlai Stevenson. 1957 arbeitete er im Stab des US-Senators John A. Carroll aus Colorado. Zwischen 1964 und 1984, mit Ausnahme des Jahres 1976, war Hechler Delegierter zu den jeweiligen Democratic National Conventions.

## Kongressabgeordneter
Bei den Kongresswahlen des Jahres 1958 wurde Hechler im vierten Distrikt von West Virginia in das US-Repräsentantenhaus in Washington gewählt, wo er am 3. Januar 1959 die Nachfolge des Republikaners Will E. Neal antrat. Nach acht Wiederwahlen konnte er bis zum 3. Januar 1977 neun Legislaturperioden im Kongress absolvieren. In diese Zeit fielen unter anderem der Vietnamkrieg und die Watergate-Affäre. Hechler galt als sehr liberal. Er setzte sich unter anderem erfolgreich für die Verbesserung der Sicherheitsvorschriften in den Bergwerken ein. Außerdem unterstützte er die Bürgerrechtsbewegung.
Im Jahr 1976 verzichtete er auf eine erneute Kandidatur für den Kongress. Stattdessen bewarb er sich erfolglos um das Amt des Gouverneurs von West Virginia; in den Vorwahlen seiner Partei unterlag er Jay Rockefeller. In den folgenden Jahren war Hechler auch als Fernseh- und Zeitungsjournalist tätig. 1978 und 1990 kandidierte er erfolglos für seine Rückkehr in den Kongress. Zwischen 1980 und 1982 war er wissenschaftlicher Berater des Kongressausschusses für Wissenschaft und Technologie. Von 1981 bis 1984 hielt er Vorlesungen an der University of Charleston und der Marshall University. Zwischen 1985 und 2001 war Hechler als Secretary of State der geschäftsführende Beamte der Regierung von West Virginia. Im Jahr 2004 wurde er nicht wiedergewählt, was vor allem an seinem Alter von nunmehr 90 Jahren lag. Fortan hielt er trotz seines Alters historische Vorträge.
Im Jahr 2010 bewarb sich Hechler um den Senatssitz des verstorbenen Robert Byrd, unterlag in der Vorwahl seiner Partei aber dem Gouverneur von West Virginia, Joe Manchin. Nach dem Tod von Perkins Bass im Jahr 2011 war Hechler bis zu seinem Tod im Jahr 2016 der älteste noch lebende Abgeordnete des US-Repräsentantenhauses und des gesamten Kongresses.